# 사우이스트 DX9
사우이스트 DX9(영어: Soueast DX9)은 중화인민공화국의 자동차 제조업체인 사우이스트에서 2020년에 공개한 중형 SUV이다.

## 개요
MIIT의 사우이스트 DX9 이미지가 2020년 6월에 온라인으로 공개되었다. 사우이스트 DX7의 상위 등급에 있는 DX9는 사우이스트 브랜드의 플래그십 SUV이기도 한다.또한 회사의 새로운 로고를 장착하고 있는 최초의 사우이스트 차종이다.

## 사양
245마력을 출력하는 1.8L 터보차저 엔진을 탑재하였다.